# بانزای

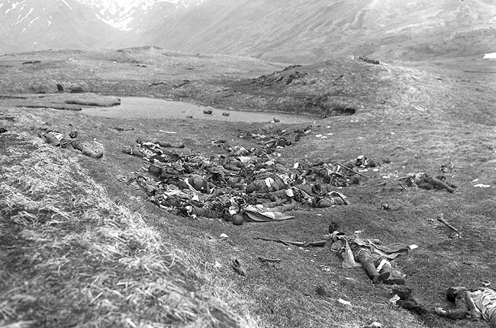
اجساد سربازان ژاپنی پس از یک حمله بانزای ناموفق در جنگ آتو به تاریخ ۲۹ می ۱۹۴۳.

بانزای واژه‌ایست برگرفته از شعار مشهور ژاپنی‌ها "تِنو هایکا بانزای" (天皇陛下万歳, "زنده باد امپراتور") که توسط متفقین جنگ جهانی دوم برای اشاره به تاکتیک یورش موج انسانی سربازان پیاده‌نظام ژاپن در جنگ اقیانوس آرام به کار برده می‌شود.